# Ouragan Gordon (2006)
Pour les articles homonymes, voir Cyclone tropical Gordon.
L'ouragan Gordon est la 7e tempête tropicale, le 3e ouragan et le 1er ouragan majeur de la saison cyclonique 2006 pour le bassin de l'océan Atlantique. Le nom Gordon avait déjà été utilisé en 1994 et 2000.

## Chronologie
Dans la "traîne" de Florence, un système nuageux s'organise et devient la dépression tropicale no 7 à quelque 700 km au nord-est de la Guadeloupe dans la nuit du 10 au 11 septembre 2006. Elle s'intensifie au stade de tempête tropicale, alors qu'elle se situe à environ 600 km au nord-est de Saint-Barthélemy le 11. Le déplacement de Gordon s'incurve alors vers le nord, prenant une trajectoire proche de celle de Florence à 2 jours de distance, un peu plus à l'est toutefois. Il s'intensifie sensiblement le 13, devenant ouragan, puis atteint rapidement la classe 3 en soirée, à plus de 900 km au sud-est des Bermudes. Il passe très loin à l'est de cet archipel et se déplace à faible vitesse en plein centre de l'Atlantique, avec une intensité affaiblie en classe 1. Il accélère à partir du 18 dans son déplacement vers l'est, se renforce de nouveau en classe 2 juste au moment d’aborder les Açores, qu’il traverse en touchant plus sévèrement les îles le plus au sud. Gordon perd son statut de cyclone tropical peu après, alors que cette tempête se dirige vers l'Europe occidentale, atteignant la péninsule Ibérique, l'Irlande et le Royaume-Uni.